# Mensonges et Trahisons (film, 2020)
Pour les articles homonymes, voir Mensonges et Trahisons.
Pour plus de détails, voir Fiche technique et Distribution.
Mensonges et Trahisons (Dangerous Lies) est un thriller américain réalisé par Michael Scott, sorti en 2020 sur la plateforme Netflix.

## Synopsis
Katie, une jeune aide-soignante, fait face à la mort du vieil homme dont elle s'occupait et découvre qu'elle est l'unique bénéficiaire de sa fortune. Un climat pesant se met alors en place ; elle va devoir faire face à toutes les menaces qui pèsent sur elle.

## Fiche technique
- Titre : Mensonges et Trahisons
- Titre original : Dangerous Lies
- Réalisation : Michael Scott
- Scénariste : David Golden
- Pays d'origine : États-Unis
- Langue : Anglais
- Durée : 96 minutes
- Genre : Thriller, Drame, Policier
- Année de production : 2020

## Distribution
- Camila Mendes (VF : Youna Noiret)  : Katie Franklin
- Jessie T. Usher (VF : Diouc Koma) : Adam
- Jamie Chung (VF : Véronique Picciotto) : Julia
- Cam Gigandet (VF : Jean Rieffel) : Mickey Hayden
- Elliott Gould (VF : Hervé Jolly) : Leonard
- Sasha Alexander (VF : Ariane Deviègue) : Det. Chesler